# Месьє!
«Месьє!» («Mesje!») — радянський телефільм 1986 року, знятий режисером Михайлом Євдокимовим на Литовському телебаченні.

## Сюжет
Фільм поставлений за п'єсою французького письменника Іва Жаміака «Месьє Амількар, або Людина, яка платить». Забезпечений, чарівний Александр Амількар створює собі ілюзію щастя — те, що необхідно чоловікові його віку — вірний друг, кохана дружина та дитина. Скориставшись вельми значною сумою готівки, Александр наймає бездомного Машу, Елеонору — безробітну актрису, і зовсім юну повію Віржинію. Лише одна умова стоїть перед «акторами», найнятими Александром — за жодних обставин не видавати своїх справжніх почуттів.

## У ролях
- Відас Петкявічюс — Александр Амількар
- Рената Вагнеріте — Елеонора, актриса
- Ремігіюс Вілкайтіс — Машу, бездомний
- Егле Тулявічюте — Віржинія, повія
- Саулюс Сіпаріс — Поло, друг Віржинії
- Ельвіра Жебертавічюте — Мелія
- Хенріка Хокушайте — роль другого плану
- Антанас Саулявичюс — роль другого плану
- Вітаутас Гріголіс — роль другого плану
- Володимир Ефремов — роль другого плану
- Робертас Вайдотас — роль другого плану

## Знімальна група
- Режисер — Михайло Євдокимов
- Сценарист — Михайло Євдокимов
- Оператор — Йонас Гурскас
- Композитор — Фаустас Латенас
- Художник — Вітаутас Меркіс